# Drebkau
Drebkau là một thị xã thuộc huyện Spree-Neiße, đông nam Brandenburg, Đức. Đô thị Drebkau có diện tích 142,94 km², dân số thời điểm 31 tháng 12 năm 2006 là 6241 người. Đô thị này có cự ly 14 km về phía tây nam Cottbus.